# Buxton (Maine)
Pour les articles homonymes, voir Buxton.
Buxton est une ville située dans le comté de York dans l'État du Maine aux États-Unis. Fondée en 1750, elle compte 8 034 habitants au recensement de 2010 et fait partie de la région métropolitaine de Portland.